# AEK Athènes (volley-ball féminin)
Pour les articles homonymes, voir AEK Athènes.
Maillots
AEK Athènes Volley-ball (en grec moderne : Αθλητική Ένωσις Κωνσταντινουπόλεως – Athlitikí Énosis Konstantinoupóleos « Union Athlétique de Constantinople ») est un club de volley-ball grec, section du club omnisports du même nom, basé à Athènes.Il a été fondé en 1995 pour la section féminine.

## Palmarès
- Championnat de Grèce (1)
  - Vainqueur : 2012
- Coupe de Grèce 
  - Finaliste : 2011

## Parrainage
Commanditaire majeur : Escape Car Rentals
Fabricant officiel de vêtements de sport : Macron
Diffuseur officiel : N/A
Commanditaire officiel : Meridian Sport